# Antoni Chętko
Antoni Chętko (Chętko-Chęciński) (ur. 18 marca 1917 w Połańcu, zm. 19 listopada 1995 w Olsztynie) – polski aktor teatralny i filmowy, żołnierz Wojska Polskiego oraz Armii Krajowej.

## Życiorys
W 1934 roku ukończył Szkołę Podoficerów Piechoty dla Małoletnich Nr 1 w 
Koninie i do 1939 roku służył w Wojsku Polskim. W międzyczasie ukończył Szkołę Handlową w Kielcach. Podczas kampanii wrześniowej brał udział w walkach nad Bzurą oraz obronie Warszawy. Wzięty do niewoli, trafił do obozu jenieckiego w Niemojewku, skąd zbiegł i powrócił na Kielecczyznę. Tam wstąpił w szeregi Armii Krajowej. W grudniu 1939 roku zawarł związek małżeński z Jadwigą Grajkowską.
Po zakończeniu walk pracował w Lublinie jako urzędnik kolejowy. Zauważony podczas jednej z akademii, propozycję pracy w tamtejszym Teatrze im. Juliusza Osterwy. W międzyczasie został jednak przeniesiony do Gniezna. Tam włączył się w amatorski ruchu teatralny, stając się jednym z organizatorów Teatru Miejskiego, przekształconego w 1948 roku w Państwowy Teatr w Gnieźnie. Do jego zespołu należał do 1958 roku, kształcąc się w poznańskim Studiu Dramatycznym, prowadzonym przez Nunę Młodziejowską. W 1953 roku w Krakowie zdał eksternistyczny egzamin aktorski.
W kolejnych latach występował w Teatrze Popularnym w Grudziądzu (1958-1961), Teatrze Polskim w Bielsku-Białej (1961-1962) oraz w Teatrze im. Stefana Jaracza w Olsztynie (1962-1981). W 1981 roku przeszedł na emeryturę, choć na scenie pojawiał się aż do 1988 roku. Wystąpił w jednym spektaklu Teatru Telewizji (1968) oraz w jednej audycji Teatru Polskiego Radia (1973). Był członkiem ZASP, działając w strukturach organizacji podczas pracy w Bielsku-Białej (sekretarz związku) oraz Olsztynie (przewodniczący, a następnie sekretarz). Działał w amatorskim ruchu teatralnym, współpracując z domami kultury, szkołami i towarzystwami oświatowymi.
Został odznaczony Medalem 40-lecia Polski Ludowej (1985) oraz Odznaką „Zasłużony Działacz Kultury”. Został pochowany na olsztyńskim cmentarzu komunalnym przy ul. Poprzecznej (mogiła nr 19B/6/6).

## Filmografia
- Stawka większa niż życie (1968) - tajniak (odc. 7)
- Pierścień księżnej Anny (1970)
- Milioner (1977) - Nowak
- W słońcu i w deszczu (1979) - gość na weselu (odc. 5)

Źródło: